# Artà
Artà (kastilisch Artá) ist eine Gemeinde im Nordosten der spanischen Baleareninsel Mallorca. Die gleichnamige Kleinstadt dient als Verwaltungssitz der Gemeinde in der Region (Comarca) Llevant.

## Bevölkerung
Die Gemeinde Artà hatte 2024 eine Einwohnerzahl von 8.387 gemeldeten Bewohnern auf einer Fläche von 139,63 km². Dies entspricht 60 Einwohnern pro km². Im Jahr 2006 betrug der Ausländeranteil der Gemeinde 13,2 % (890), der Anteil deutscher Einwohner 3,9 % (262). Noch 1991 gab es in der Gemeinde 136 Analphabeten. 1292 Einwohner hatten keine Schulbildung, 1675 Grundschulabschluss, 1210 Mittlere Reife. Amtssprachen sind Katalanisch und Spanisch (Kastilisch). Der auf Mallorca gesprochene katalanische Dialekt, das Mallorquí, weist regionale Eigenheiten auf und ist eng mit den Dialekten der anderen Baleareninseln verwandt.
| Jahr      | 1842 | 1877 | 1887 | 1900 | 1910 | 1920 | 1930 | 1940 | 1950 | 1960 | 1970 | 1981 | 1991 | 2001 | 2008 | 2019 |
| --------- | ---- | ---- | ---- | ---- | ---- | ---- | ---- | ---- | ---- | ---- | ---- | ---- | ---- | ---- | ---- | ---- |
| Einwohner | 4001 | 5123 | 5837 | 5816 | 5769 | 6040 | 5841 | 6117 | 5511 | 5410 | 5462 | 5630 | 5716 | 6176 | 7113 | 7845 |

## Geografie

### Geografische Lage

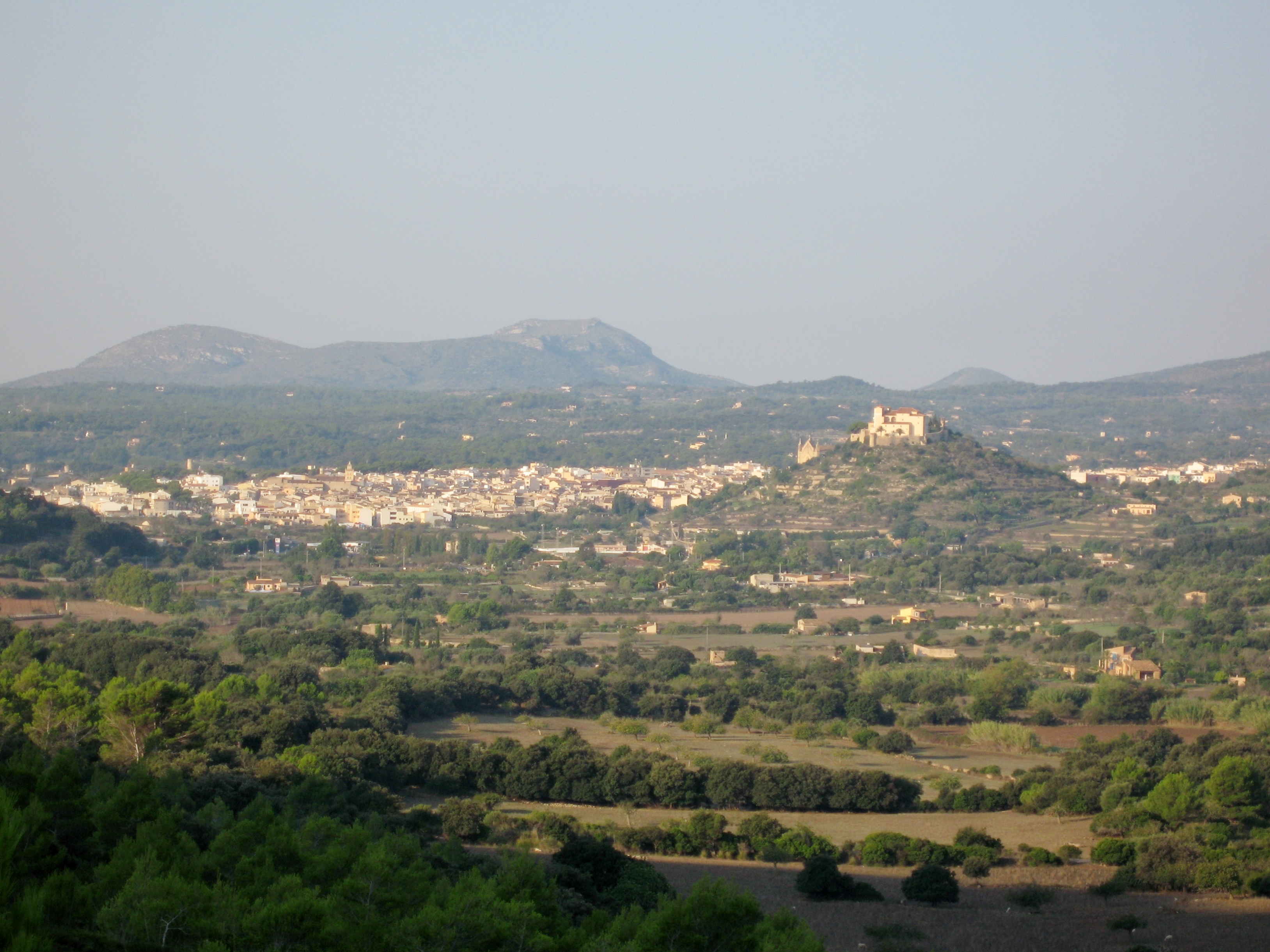
Lage der Stadt Artà

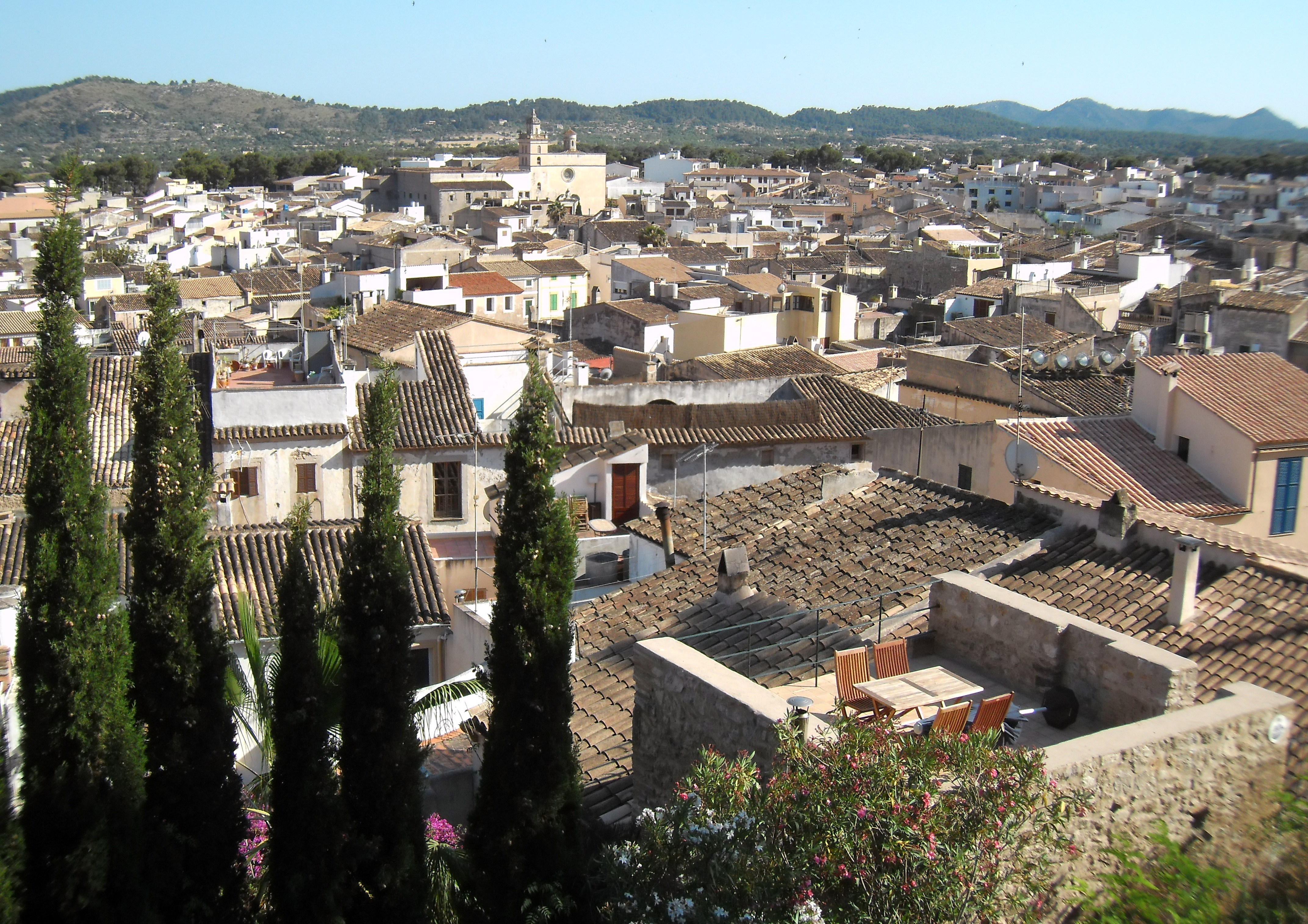
Blick über die Dächer von Artà

Artà liegt im Nordosten der Insel Mallorca, rund 60 km von der Inselhauptstadt Palma entfernt. Mehr als die Hälfte der Gemeindefläche wird vom Massís d’Artà eingenommen, dem höchsten und kompaktesten Massiv der östlichen Bergketten der Serres de Llevant.
Das Gemeindegebiet befindet sich auf dem westlichen Teil der Halbinsel von Artà und grenzt im Westen an die Bucht von Alcúdia (Badia d’Alcúdia), im Norden ans offene Mittelmeer gegenüber der Nachbarinsel Menorca. Die Küste von Artà erstreckt sich auf über 25 Kilometer und ist bis heute von Bebauung verschont geblieben. Besonders zu erwähnen sind hier der Strand und die Dünenformation sa Canova d’Artà, der flache Küstenstreifen bei der Ansiedelung Colònia de Sant Pere, die hohen Felseneinschnitte des Cap de Ferrutx und schließlich eine ganze Reihe kleiner Buchten, die von s’Arenalet des Verger bis Cala Torta reichen.

### Nachbargemeinden
Im Osten und Südosten grenzen die Gemeinden Capdepera und Son Servera an das Gemeindegebiet von Artà. Beide gehörten bis ins 19. Jahrhundert mit zum Bezirk Artà auf der deshalb auch noch so bezeichneten Halbinsel von Artà. Aus diesem Grunde liegen die Höhlen von Artà (Coves d’Artà) an der Ostküste Mallorcas heute im Gemeindegebiet von Capdepera.
Südwestlich angrenzende Gemeinden sind Sant Llorenç des Cardassar und Petra. Der Torrent de na Borges bildet die Westgrenze Artàs zum Ortsteil Son Serra de Marina der Gemeinde Santa Margalida.

### Gemeindegliederung

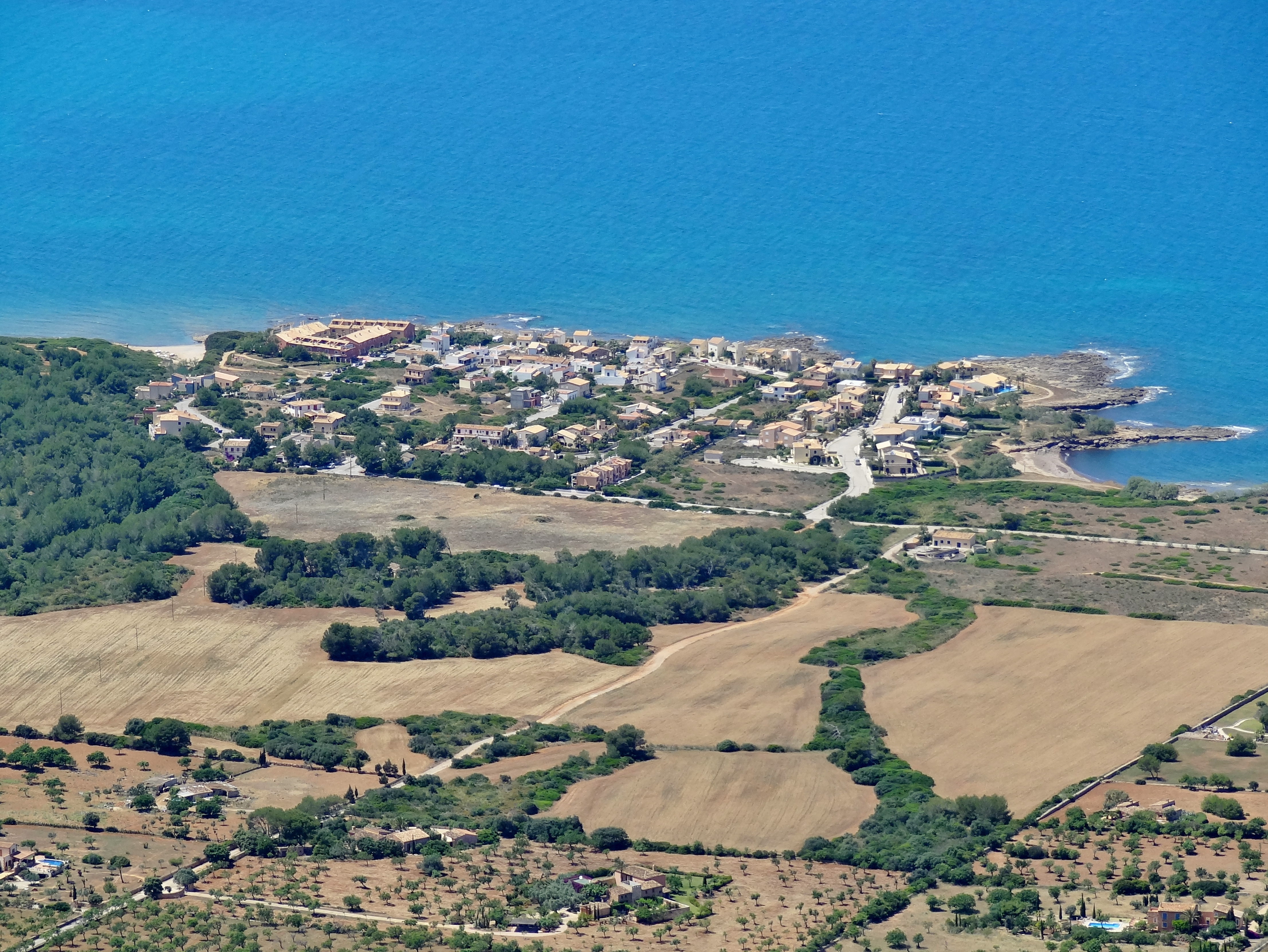
Blick auf die Urbanització s’Estanyol

Zur Gemeinde Artà gehören folgende Orte und Siedlungen:
- Artà (5803 / 6406 Einwohner)
- Colònia de Sant Pere (483 / 483 Einwohner)
- Urbanització Betlem (51 / 51 Einwohner)
- Urbanització Montferrutx (114 / 114 Einwohner)
- Urbanització Sant Pere (34 / 34 Einwohner)
- Urbanització s’Estanyol (25 / 25 Einwohner)

Die Einwohnerzahlen in Klammern stammen vom 1. Januar 2008. Die erste Zahl gibt dabei die Einwohner der geschlossenen Ortschaften an, die zweite Zahl die Einwohner der Orte einschließlich der hinzu zu rechnenden „verstreut“ lebenden Bevölkerung außerhalb der eigentlichen Siedlungen. (Quelle: INE)

### Naturraum

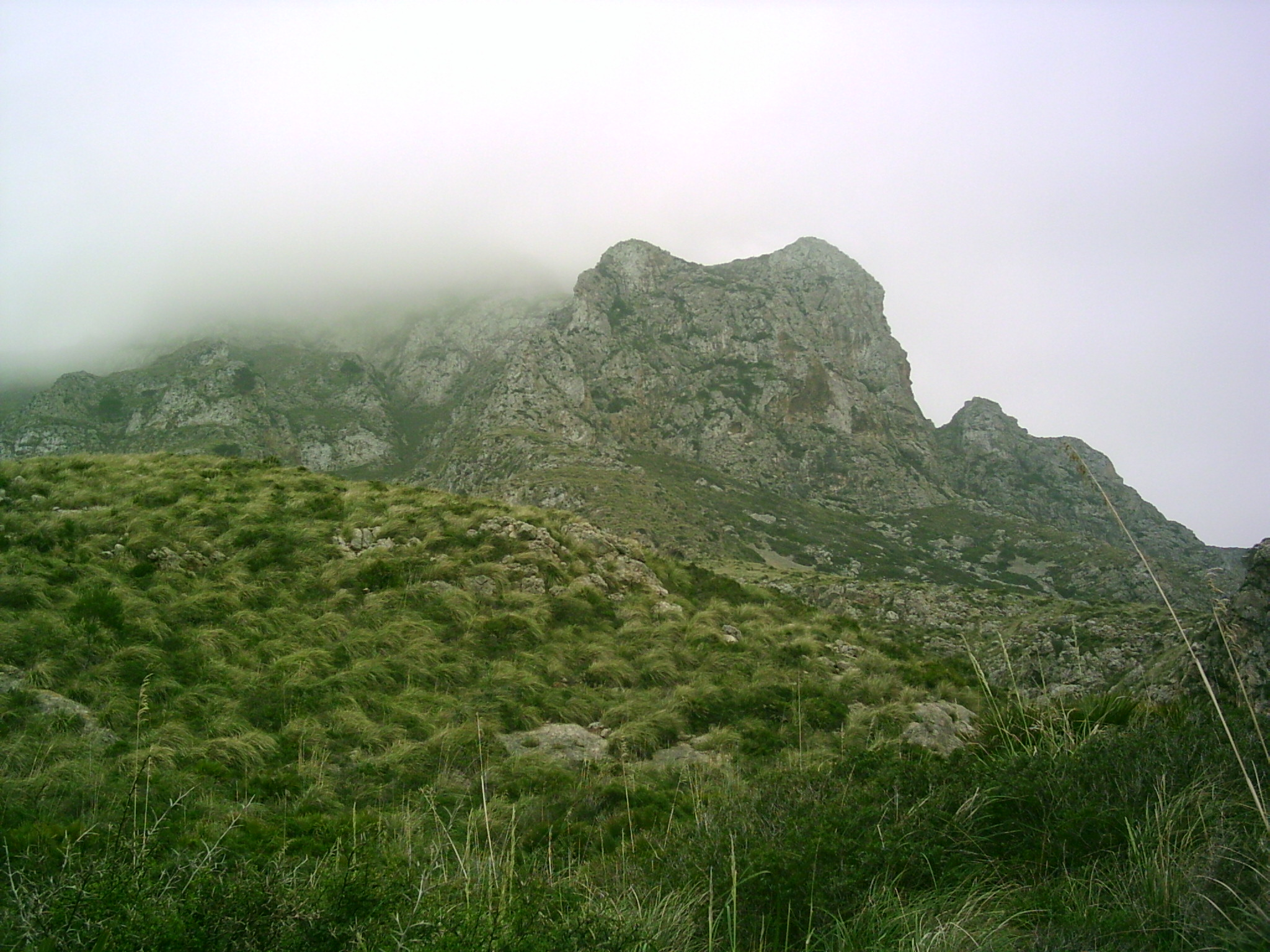
Berge über Urbanització Betlem

Acht Berge mittlerer Höhe gehören zur Gemeinde Artà, wobei der Puig Morei (auch Puig d’en Morell oder Talaia Freda) mit 561 Metern der höchste und der Puig d’en Mir mit 256 Metern der niedrigste ist. Das Gemeindegebiet wird charakterisiert durch weitläufige unbewohnte Flächen, insbesondere der Gegenden in den Bergen der Serres de Llevant. Heute ist der Naturraum durch die vielen Waldbrände der letzten Jahre sehr karg.

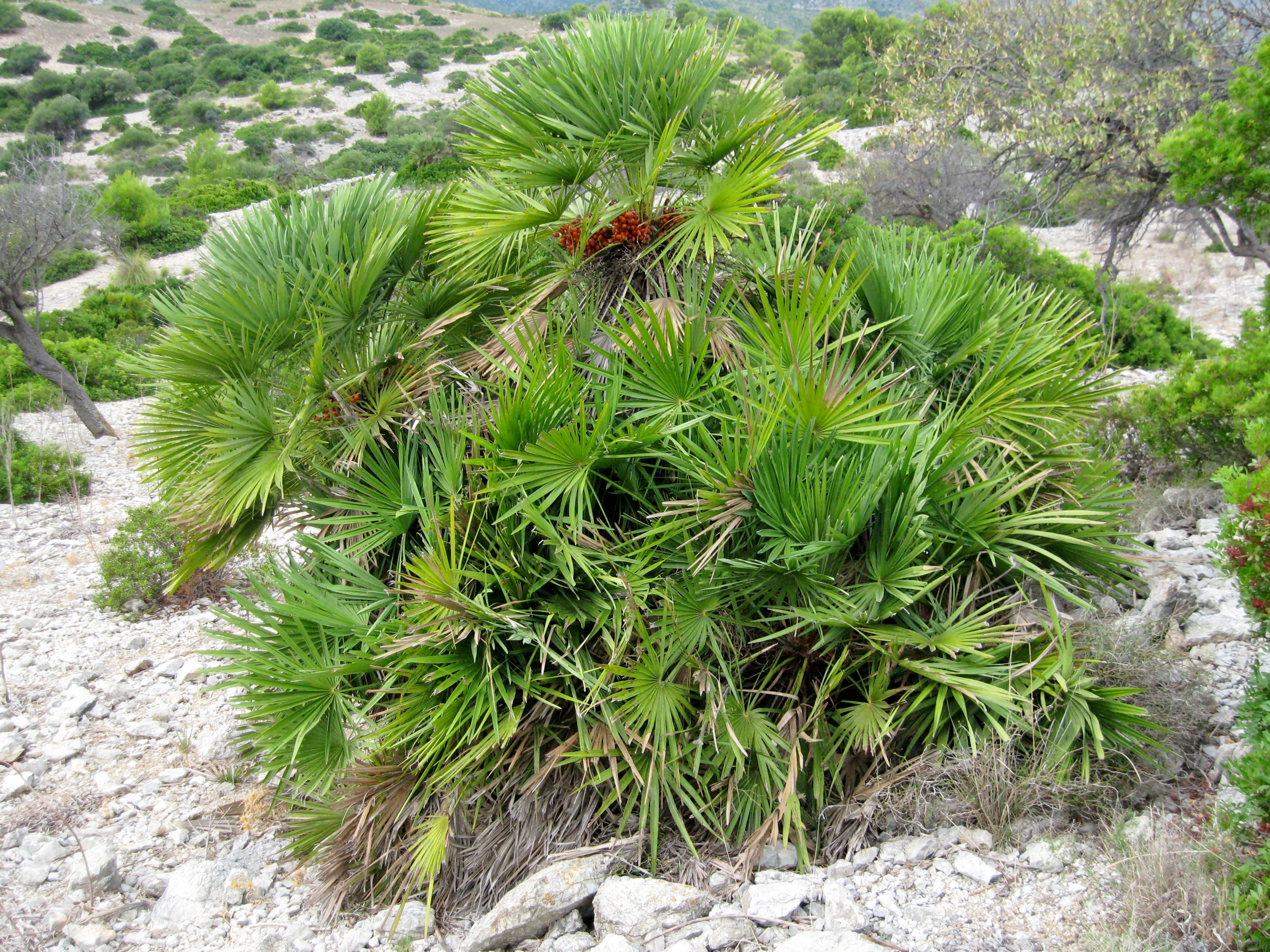
Zwergpalme im Gebiet von Artà

Das Gebiet des Cap de Ferrutx mit seinen Felseinschnitten bietet z. B. dem Fischadler und dem Wanderfalken eine ideale Zufluchtsstätte. In der nördlichen Küstenregion sind zudem verwilderte Hausziegen anzutreffen. In der Tälerlandschaft des Massís d’Artà, auch Serra Artana genannt, befinden sich kleine Parzellen mit Steineichenbeständen, die durch Mauern aus Trockenmauerwerk umschlossen sind und in denen der Anbau von Mandel-, Feigen- und Johannisbrotbäumen das Landschaftsbild bestimmt.
In den Bergen dominieren die Olivenbaumkulturen, die an den steilen Abhängen ebenfalls durch Trockenmauerwerk gehalten werden. In der natürlichen Vegetation finden sich große Vorkommen von Schilfrohr mit den für diese Zone typischen Zwergpalmen (Chamaerops humilis), niedriges Buschwerk mit üppigem Aufkommen an Sträuchern, wilder Ölbäume und vereinzelt Kiefernwälder. Die genannte Zwergpalme dient noch heute als Ausgangsprodukt für die Korbflechter auf Mallorca.

### Klima
In Artà werden das ganze Jahr über Niederschläge registriert. Der trockenste Monat ist der Juli mit durchschnittlich 8,8 l/m². Im Oktober verzeichnet man die höchste Niederschlagsmenge mit durchschnittlich 101,3 l/m². 1945 wurde der höchste Wert mit 224,3 l/m² gemessen.

## Geschichte
Artà wurde erstmals im Jahre 1232 unter dem Namen Yartân im Llibre de repartiment de mallorca (Jaume I) erwähnt. Später gab es auch die Schreibweise Jartan oder Jertan. Die Herkunft des Namens wird von „Gertan“ abgeleitet, dem arabischen Wort für Garten.

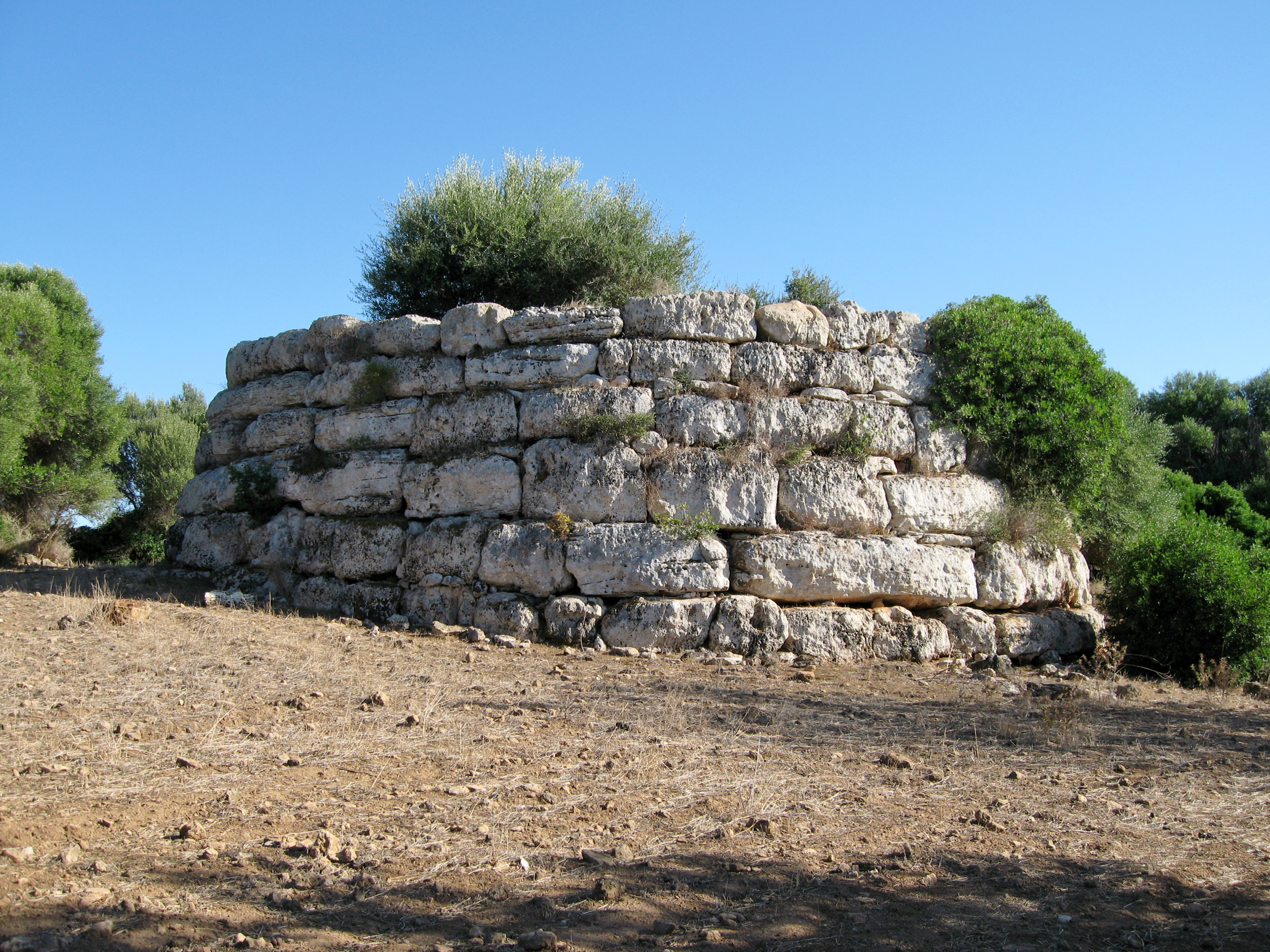
Talaiot von Sa Canova

Diese außergewöhnliche Landschaft war seit der Besiedlung Mallorcas bewohnt. Davon zeugen die archäologischen Funde dieser Gemeinde: der Dolmen von S’Aigua Dolça aus der Zeit von 1750 bis 1650 v. Chr. und die talaiotischen Siedlungen Ses Païsses und Sa Canova aus der Zeit von 1300 bis 100 v. Chr. Die Münzen, Siegel und Gefäße der Talaiot-Kultur können im Regionalmuseum von Artà am Plaça d’Espanya besichtigt werden.
Aus römischer oder vorislamischer Zeit ist über das Gebiet von Artà kaum etwas bekannt. Man nimmt jedoch an, dass die alte Festung auf dem Stadthügel ihre Ursprünge vor der islamisch-arabischen Besitzergreifung der Insel hat. In der arabischen Epoche vom 10. bis zum 13. Jahrhundert und auch noch während der ersten Zeit der katalanischen Herrschaft war die Festung unter dem Namen Almudaina bekannt, was so viel wie „Burg“ oder „Festung“ bedeutet.

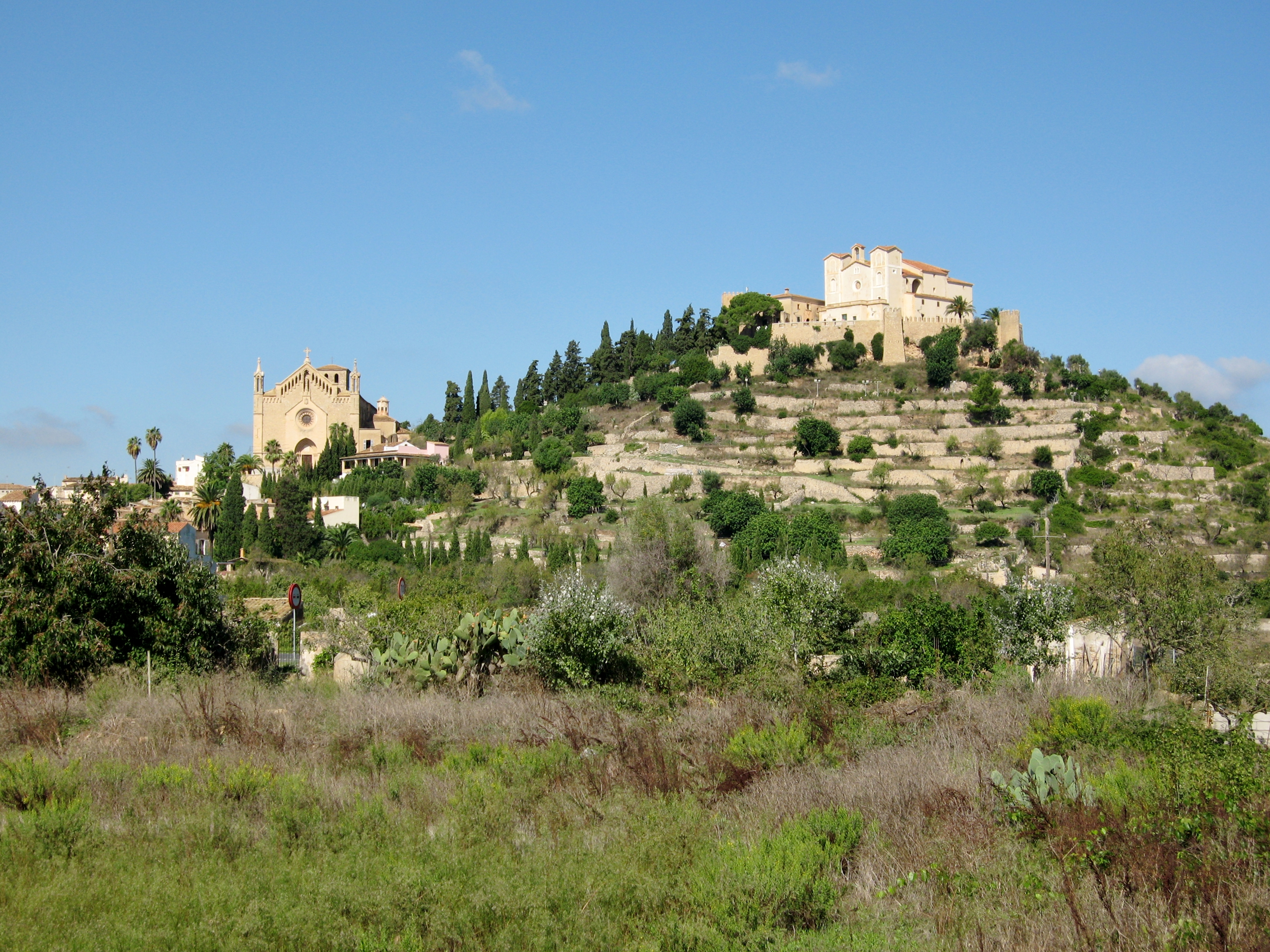
Pfarrkirche und Wallfahrtskirche

Heute umschließt die ein Meter dicke ehemalige Festungsmauer mit ihren neun Türmen, einschließlich des Hauptturmes Sant Miquel, die Wallfahrtskirche des Santuari de Sant Salvador mit dessen Nebengebäuden. Sie beherbergt eine aus mehrfarbigem Holz geschnitzte romanische Statue der Jungfrau Maria, die laut Überlieferung von Prämonstratenser-Chorherren bei der Eroberung Mallorcas durch Jaume I. auf die Insel gebracht wurde.
Eine 180 Stufen zählende Kalvarientreppe verbindet die am Fuße des Stadthügels gelegene Pfarrkirche (Església Parroquial) Transfiguració del Senyor mit der ab 1832 erbauten barocken Kirche Sant Salvador auf dem 182 Meter hohen sogenannten Kalvarienberg oder Puig de Sant Salvador. Die ab 1573 in spätgotischem Stil errichtete Kirche La Transfiguració ersetzte die auf dem Gelände einer Moschee im Jahre 1248 geweihte alte Gemeindekirche.

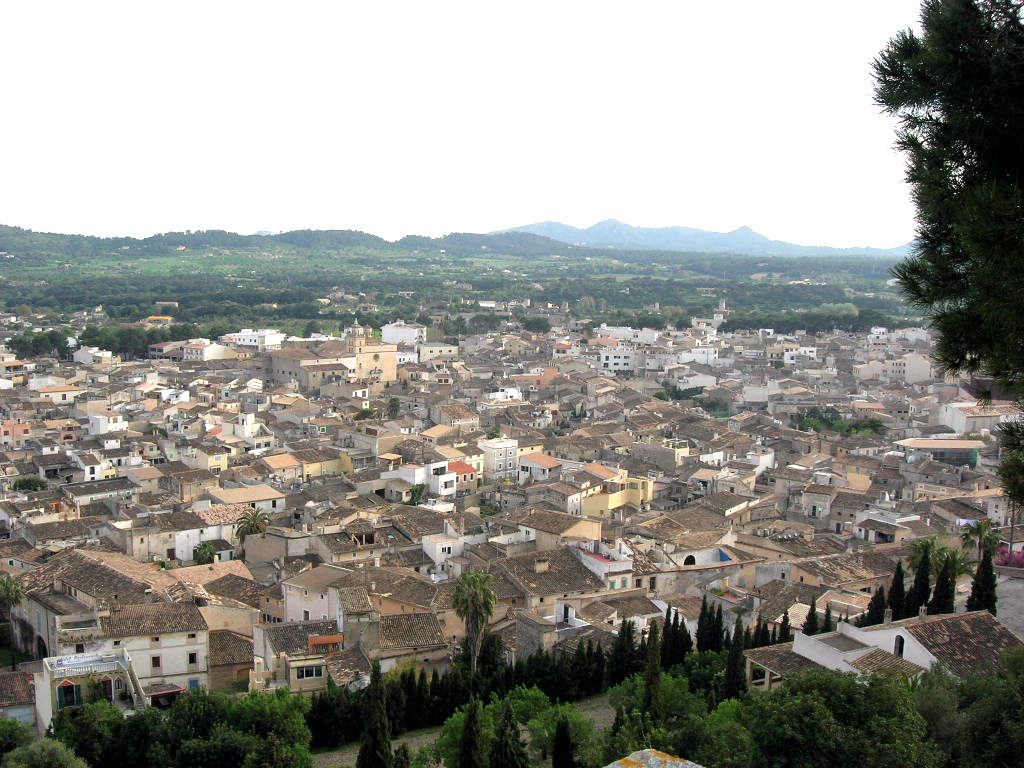
Stadtgebiet von Artà

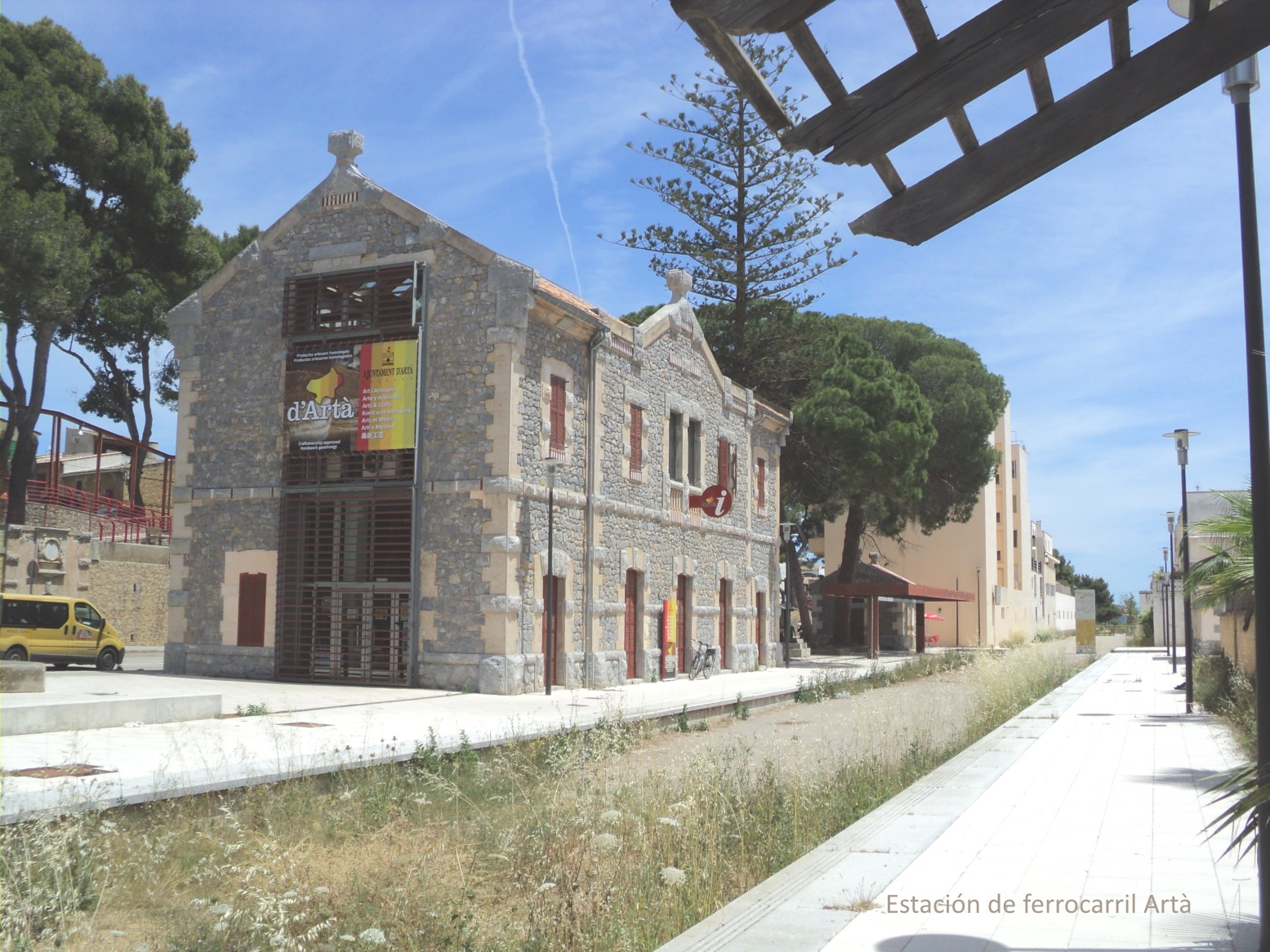
Altes Bahnhofsgebäude

Während der arabischen oder maurischen Epoche war die Halbinsel Yartan einer von dreizehn Distrikten Mallorcas. Nach der katalanischen Eroberung der Insel entstand die heutige Stadt Artà ab dem 13. Jahrhundert nach Ankunft der Prämonstratenser, die das Priorat von Santa Maria del Bellpuig gründeten. Der Landsitz Bellpuig liegt drei Kilometer südwestlich Artàs. Von dort wurde das heutige Stadtgebiet, die Höfe von Almudaina, parzelliert und neu besiedelt. Noch im 15. Jahrhundert wurde die Stadt Almudaina genannt, während sich der Name Artà auf den gesamten Bezirk bezog.
Vom 16. zum 18. Jahrhundert stieg die Bevölkerungszahl der Stadt stark an und neben der Landwirtschaft entwickelte sich eine Textilindustrie. Einen Rückschlag brachte der Ausbruch einer Beulenpestepidemie im Jahre 1820, an der 1200 Menschen starben. Im 19. Jahrhundert wurden dann die Gemeinden Capdepera und Son Servera vom Bezirk Artà abgetrennt. Der größte Teil des Territoriums von Artà war zu dieser Zeit in den Händen von Großgrundbesitzern. Unter den Kleinbauernfamilien entwickelte sich als unverzichtbares Zubrot das Handwerk des Korbflechtens aus Palmenblättern.
Im Jahre 1880 wurden an der Bucht von Alcúdia die Flächen der Devesa de Ferrutx parzelliert und der Küstenort Colònia de Sant Pere als landwirtschaftliche Kolonie gegründet. Der heute ruhige Touristenort hat nach der Stadt Artà die zweithöchste Einwohnerzahl des Gemeindegebietes.
Die wenigen Orte der Gemeinde Artà wurden im 20. Jahrhundert straßenmäßig gut erschlossen, auch im Hinblick auf den sich entwickelnden Tourismus als in der Gegenwart wichtigstem Wirtschaftszweig der Insel. Trotzdem sind immer noch weite Gemeindeteile aufgrund der spärlichen Besiedlung nahezu unberührt, was auch zur Ausweisung des Naturschutzgebietes Parc natural de la península de Llevant im Norden Artàs führte. In dem Naturpark, nahe der Straße zur Ermita de Betlem, stehen die Gebäudereste eines Arbeitslagers aus der Zeit des Franquismus, das Campament dels Soldats. Die 1921 eingeweihte Eisenbahnlinie von Palma über Manacor und Son Servera nach Artà verkehrt heute nicht mehr. Eine Wiederinbetriebnahme ab Manacor war geplant. Die Bauarbeiten wurden von der Eisenbahngesellschaft SFM 2010 begonnen und im August 2011 aus Geldmangel wieder eingestellt. Eine Instandsetzungshalle nahe Artà blieb als Bauruine. Die Trasse wurde zum Radweg und der Bahnhof Artà zur Touristeninformation umgebaut.
| Jahr      | 1842  | 1877  | 1887  | 1900  | 1910  | 1920  | 1930  | 1940  | 1950  | 1960  | 1970  | 1981  | 1991  | 2001  | 2011  |
| --------- | ----- | ----- | ----- | ----- | ----- | ----- | ----- | ----- | ----- | ----- | ----- | ----- | ----- | ----- | ----- |
| Einwohner | 4.001 | 5.123 | 5.837 | 5.816 | 5.769 | 6.040 | 5.841 | 6.117 | 5.511 | 5.410 | 5.462 | 5.630 | 5.716 | 6.176 | 7.553 |

## Kultur und Sehenswürdigkeiten

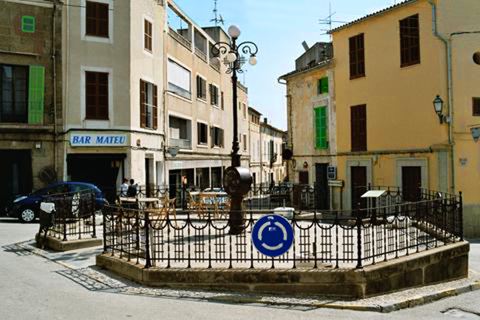
Brunnenplatz in Artà

Hervorzuheben ist das geschlossene Gesamtbild des Ortes mit seinen steilen engen Straßen, die am Fuße des Berges beginnen, und von der Einheit der mittelalterlichen Festungsmauern der Wallfahrtskirche Sant Salvador auf dem Gipfel des Ortes beherrscht werden. Von der Terrasse aus bietet sich ein Rundblick auf die Küste und die Hügellandschaft, Mandelplantagen, Ölbaumhaine und auf den Torre de Canyamel sowie auf die gotische Wehr- und Pfarrkirche (Transfiguració del Senyor) direkt unterhalb des Hügels. Von der Talseite sieht sie mit ihren hohen Stütztürmen besonders wuchtig aus. Im Inneren sind vor allem die typisch mallorquinische Holzkanzel und der Hochaltar mit der Verklärung Christi sehenswert.

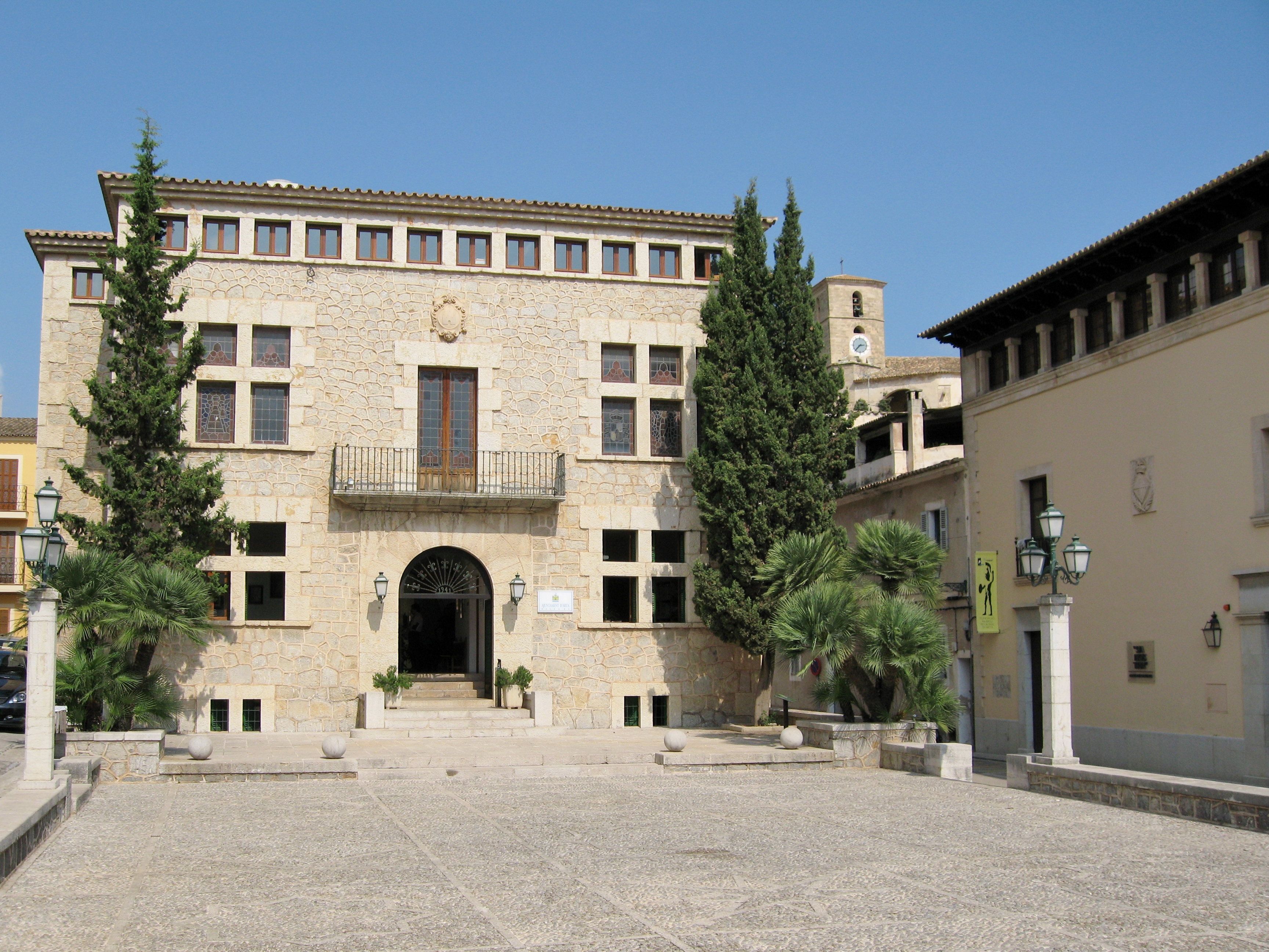
Rathaus und Regionalmuseum

Das Regionalmuseum von Artà am Plaça d’Espanya wurde im Jahre 1927 von einer Gruppe Gelehrter der Stadt gegründet. Die Bestände des Museums stammen aus privaten Sammlungen. Es untergliedert sich in eine ethnologische, eine naturgeschichtliche und eine archäologische Abteilung. Der ethnologische Teilbereich zeigt die verschiedensten Werkzeuge, die von den im Llevant arbeitenden Palmenflechtern auch heute noch benutzt werden. Ebenfalls ausgestellt werden Werkzeuge aus dem Bereich des mallorquinischen Textilhandwerks. Die archäologische Sammlung beherbergt eine Vielzahl von Objekten aus Keramik, Bronze, Eisen und Knochen vor allem aus der Vorgeschichte Mallorcas.
Für Touristen bietet Artà viele Möglichkeiten. Von besonderem Interesse ist dabei die Küstenregion der Gemeinde. Direkt an der Grenze zur Gemeinde Santa Margalida bei deren Ortsteil Son Serra de Marina befindet sich der Sandstrand s’Arenal de sa Canova mit weitläufigen Dünen. An ihm entlang führt ein Küstenwanderweg bis zur Urbanisation s’Estanyol bei Colònia de Sant Pere. Weiter östlich zwischen s’Estanyol und es Caló sind steile Klippen und wechselnde Schluchten mit kleinen Sandstränden anzutreffen. Der Norden des Gemeindegebietes wird beherrscht durch das Massís d’Artà mit den Erhebungen des Puig Morei (561 m), Puig de sa Tudossa (444 m) und des Talaia Moreia (432 m).
Die Berge fallen nach Norden stark, nach Nordosten weniger stark zur Küste hin ab. Im Nordosten der Gemeinde haben sich dabei an den Mündungen der Sturzbäche (Torrents) einige Sandbuchten gebildet. Auf den Erhebungen an der Küste befinden sich noch die zwischen dem 16. und 18. Jahrhundert errichteten Wehrtürme. Inmitten der Berge befindet sich auch die Ermita de Betlem, eine von wenigen Mönchen bewohnte Einsiedelei. Teile der Nordküste sind mit Kiefernwäldern bedeckt.

### Kirchen und Klöster

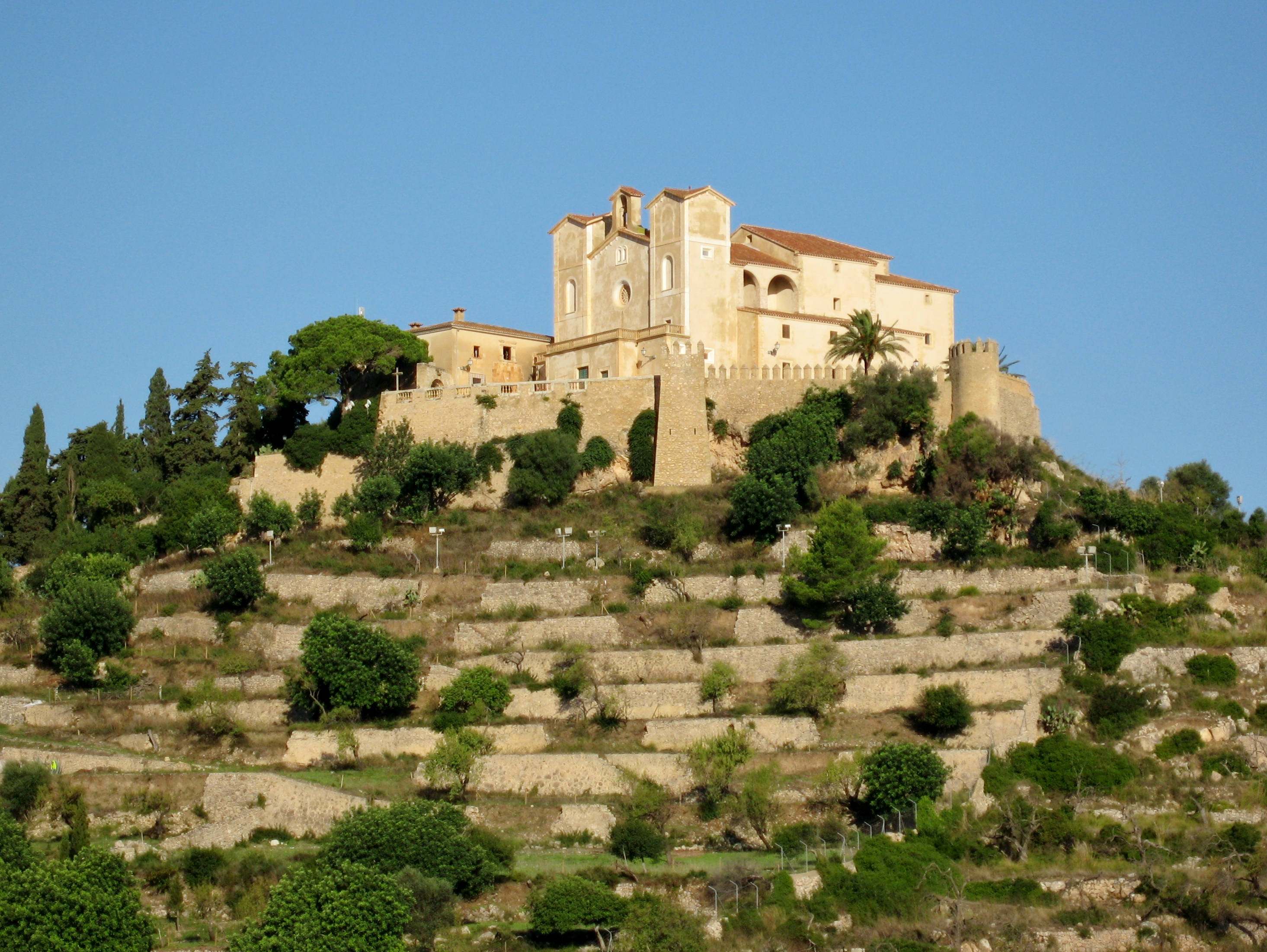
Santuari de Sant Salvador

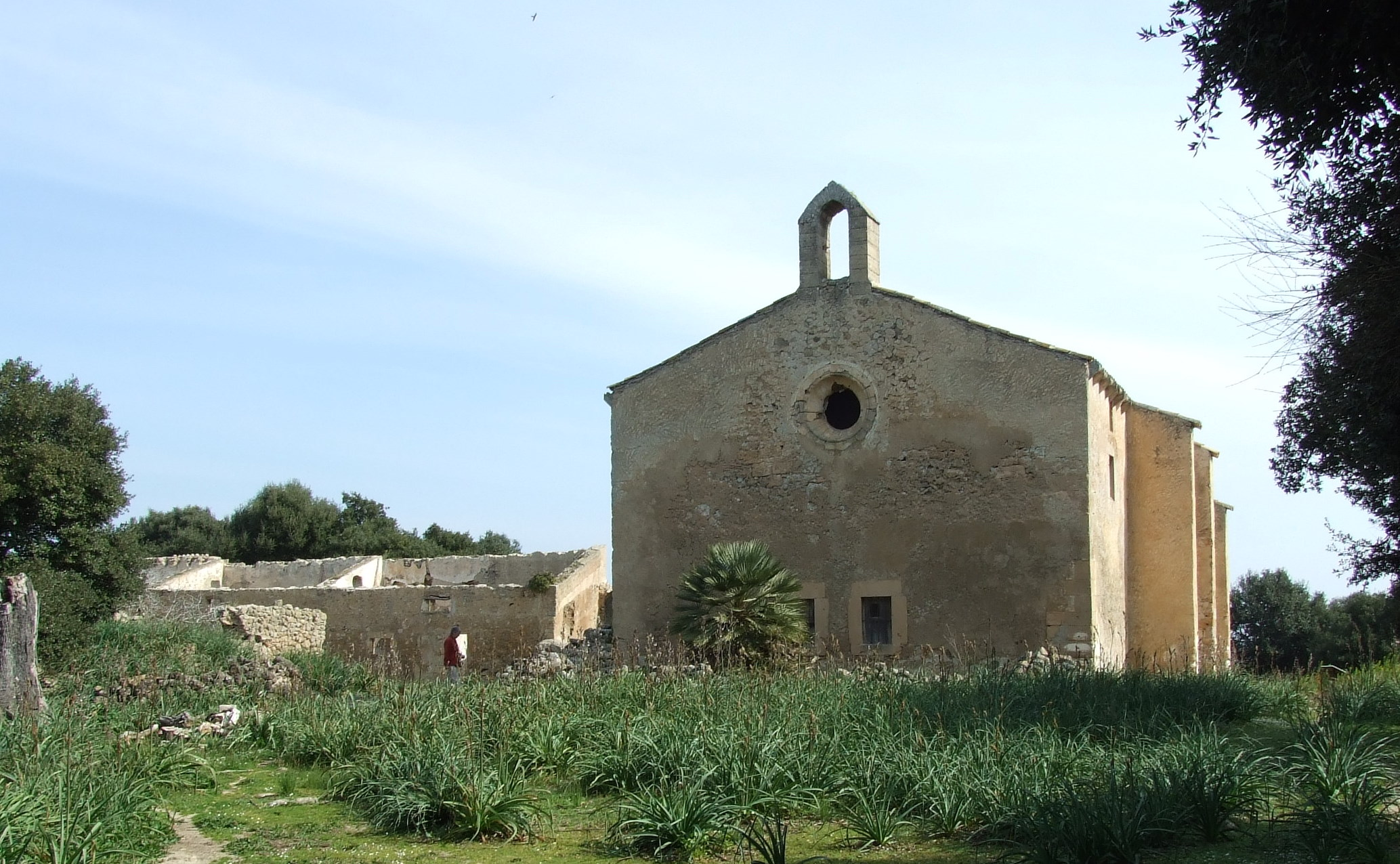
Kloster Santa Maria del Bellpuig

- Wallfahrtskirche Sant Salvador, umgeben von den dominanten Festungsmauern
- Pfarrkirche Transfiguració del Senyor (Spätgotik mit mallorquinischer Holzkanzel)
- Franziskanerkloster Sant Antoni de Pàdua (Barockkirche mit Tonnengewölbe)
- Priorat von Santa Maria del Bellpuig (Kloster der Prämonstratenser-Chorherren)
- Einsiedelei Ermita de Betlem (Neun Kilometer nordwestlich der Stadt in den Bergen)

### Theater
- Das Teatre d’Artà wurde am 1. Juni 2001 eingeweiht. Der Neubau mit einem Saal für rund 460 Personen entstand auf einem Grundstück, das der Stadt von Cristóbal Ferrer Pons als Schenkung überlassen wurde. Hier finden unter anderem das Festival für klassische Musik Antoni Lliteres und das Cool Days Festival statt.

### Museum, Bibliothek, Ausstellungen

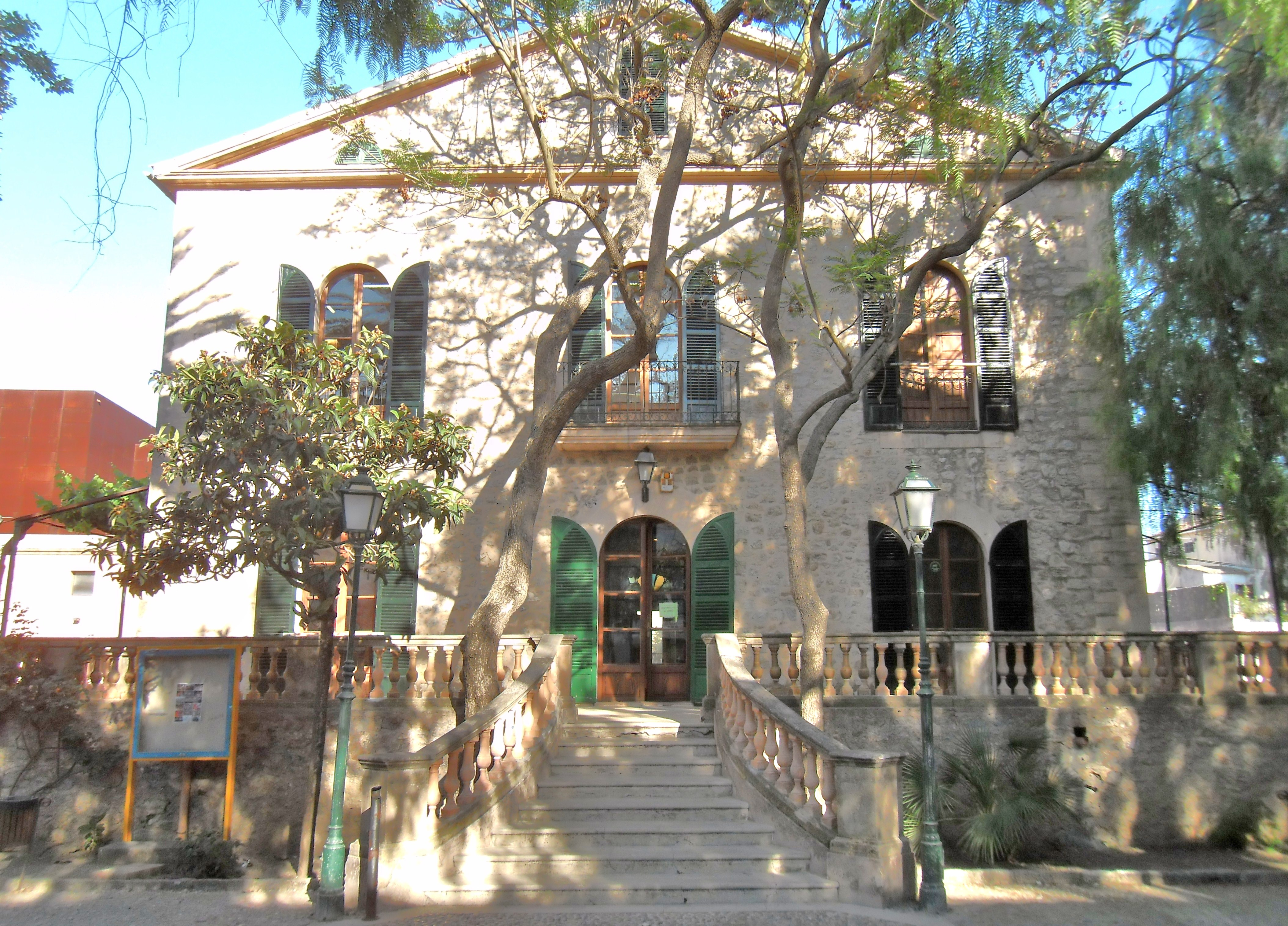
Herrenhaus Na Batlessa in Artà

- Das Gebäude des Regionalmuseums, des Museu Regional d’Artà, in der Carrer de l’Estel 4 am Plaça d’Espanya neben dem Rathaus wurde 1927 erbaut. Im ersten Stock befindet sich eine ornithologische Sammlung und ein kleiner als Bibliothek genutzter Raum. Der zweite Stock präsentiert archäologische Fundstücke der Region aus vortalaiotischer, talaiotischer und römischer Zeit.
- Das Stadthaus Na Batlessa in der Carrer de Ciutat ist ein 1898 von Enric Galiana erbautes ehemaliges Herrenhaus, das 1984 von seinem Eigentümer Cristóbal Ferrer Pons einschließlich Grundstück der Gemeinde überlassen wurde. Es ist Sitz der Stadtbibliothek und beherbergt Ausstellungsräume. Auf dem hinteren Teil des Grundstücks wurde 2001 das Theater errichtet.
- Das Herrenhaus Can Cardaix mit Ausstellungen zu Kunst und historischen Gegenständen.

### Bauwerke
- Am im Jahr 1941 eingeweihten Rathaus von Artà (Ajuntament d’Artà) wurden während des Demokratisierungsprozesses die franquistischen Symbole ersetzt. Es ist Sitz der Gemeindeverwaltung mit dem Plenarsaal und dem Büro des Bürgermeisters im ersten Stock.
- Der Stadtplatz Plaça del Conqueridor entstand Ende des 19. Jahrhunderts und wurde in den 1990er Jahren umgebaut. Anfang August finden hier die Feierlichkeiten zu Ehren des Schutzheiligen San Salvador statt. Regelmäßig dient er als Mittelpunkt des Wochenmarktes der Stadt.
- Das talaiotisches Dorf Ses Païsses, eine Siedlung der prähistorischen Talaiot-Kultur, wurde im Jahr 1946 vom spanischen Staat zum kunsthistorischen Monument erklärt. Der Archäologe Giovanni Lilliu führte hier zwischen 1959 und 1963 vier große Ausgrabungen durch.
- Stufenweg auf den Kalvarienberg, flankiert von Zypressen und Steinkreuzen
- Islamische Befestigung Almudaina d’Artà
- Talaiotsiedlung auf dem Landsitz sa Canova de Morell nahe Colònia de Sant Pere
- Talaiot del Puig Figuer auf dem Landgut S’Alqueria Vella
- der ehemalige Bahnhof Artà als Ausstellungsort und Touristeninformation
- herrschaftliche Stadthäuser wie Cal Marquès, Can Moragues, Casal de Artà und das Sozialzentrum Artà
- städtisches Seniorenheim Posada dels Olors
- 1831 gegründeter Städtischer Friedhof Artà

### Höhlen
- Tropfsteinhöhlen Coves d’Artà (Gemeinde Capdepera, Ostküste)

### Strände und Buchten des Gemeindegebietes
- S’Arenal de Sa Canova
- S’Estanyol
- Caló des Parral
- Cala des Camps
- Na Ferradura
- S’Arenalet des Verger
- Sa Font Celada
- Cala des Matzoc
- Cala Estreta
- Cala Mitjana
- Cala Torta

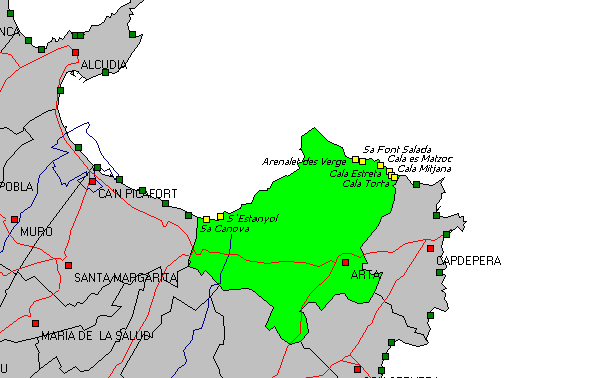
Strände und Buchten Artà

Entlang eines Teils der Küste führt der Küstenwanderweg Camí dels Carabiners.

### Märkte

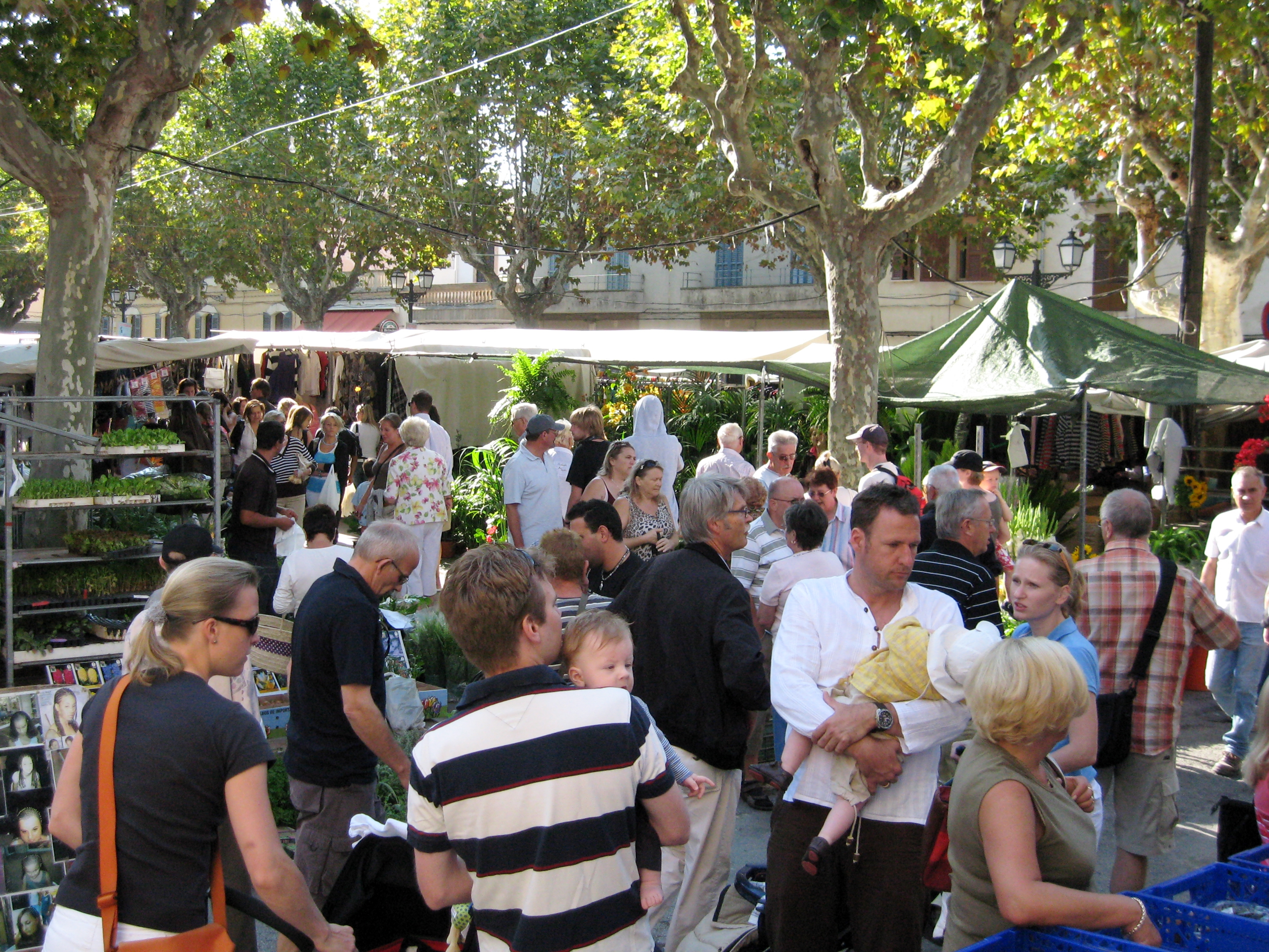
Markttag in Artà

- Wochenmarkt jeden Dienstag (außer Feiertags) auf dem Plaça del Conqueridor
- Kunsthandwerksmarkt jeden Dienstagvormittag auf dem Gelände der Villa Na Batlessa
- Messe von Artà am zweiten Sonntag im September im Stadtgebiet

### Feste
- Sant Antoni (16. und 17. Januar)
- Sant Antoni de Pàdua (auch: Aprikosenfeier, 13. Juni)
- Patronatsfest von Sant Salvador (5., 6. und 7. August)

## Wirtschaft und Infrastruktur

### Tourismus
In den letzten Jahren wendet sich Artà verstärkt dem Tourismus zu. Vor wenigen Jahren wurde die Promenade Carrer Ciutat umgebaut. Zahlreiche neue und alte Häuser in der Umgebung werden als Ferienhäuser vermarktet.

### Handwerk

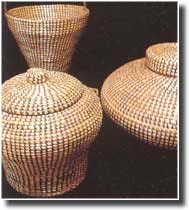
Productos Artesanos Palmeros

In der Region um Artà hat sich das Handwerk der Korbflechterei (Obra de llatra) erhalten, neben der Töpferei eines der ältesten Kunsthandwerke der Insel Mallorca. So hat man in archäologischen Fundstätten Reste von geflochtenen und gewobenen Pflanzenfasern gefunden. Ausgangsprodukt sind die im westlichen Mittelmeerraum heimischen Zwergpalmen mit ihren biegsamen robusten Blättern. Die auf Mallorca vor allem zwischen Manacor und Artà natürlich vorkommende, bis einen Meter hohe Palmenart bedeckt heute weite Felder um die Stadt Artà.
Die in den Monaten Juni und Juli gesammelten Blätter der Zwergpalme werden zunächst in der Sonne getrocknet. Haben sie eine gelblich-weiße Farbe angenommen, werden sie in feinere Stränge getrennt, wobei man sie qualitätsmäßig sortiert. Danach werden die hochwertigeren Palmenstränge in einer Mischung aus Wasser und Chlor eingeweicht, danach geschwefelt, was sie weiter ausbleicht und zur Verarbeitung biegsam macht.
Die nun palmito genannten weichen Blätter werden anschließend in ein Grundgerippe aus festen Stängeln oder Blättern in rechtem Winkel zu Korbwaren verwoben. Durch das erneute Trocknen der Blätter ziehen sie sich leicht zusammen, was dem Flechtwerk eine besondere Stabilität und Dichte gibt. Mit eingefärbten Blättern oder durch besondere Techniken entstehen kunstvolle Muster, mal in das Grundgeflecht eingewoben, mal plastisch als zweite oder sogar dritte Schicht aufgetragen.
Bekannte Produkte des Korbflechtens sind Körbe, Hüte, Rucksäcke, Taschen etc. Aus den Abfallprodukten, Strünken und Blattteilen, werden in Fasern zerlegt Besen und Seile hergestellt. Die Korbwaren werden auf vielen Märkten der Insel angeboten.

## Persönlichkeiten

### Söhne und Töchter der Stadt
- Antonio de Literes (1673–1747), Komponist
- Llorenç Garcías i Font (1885–1975), Botaniker und Apotheker
- Pere Pujol, Bildhauer
- Bernat Nadal i Ginard (* 1942), Kardiologe
- Miguel Alzamora (* 1974), Radrennfahrer
- Sergi Darder (* 1993), Fußballspieler
- Enric Mas (* 1995), Radrennfahrer
- Simon Torwie (* 2001), deutscher Volleyballspieler

### Persönlichkeiten, die vor Ort gewirkt haben
Rafel Ginard Bauçà, spanischer Schriftsteller, lebte in den 1950er bis 1970er Jahren im Ort und wurde zum Ehrenbürger ernannt. Der englische Komponist Derek Bourgeois lebte und arbeitete in den 2000er Jahren zeitweise in Artà. Michael Weisser, deutscher Musikproduzent, Hans-Georg Dornhege, deutscher Maler, und Rainer Klausmann, Schweizer Kameramann, leben im Ort. Auch der britische Musiker Lenny Zakatek lebt zeitweise hier.
Der schwedische Schlagzeuger Ola Brunkert (1946–2008) verstarb in Artà.